# Mehlmühle (Niederau)

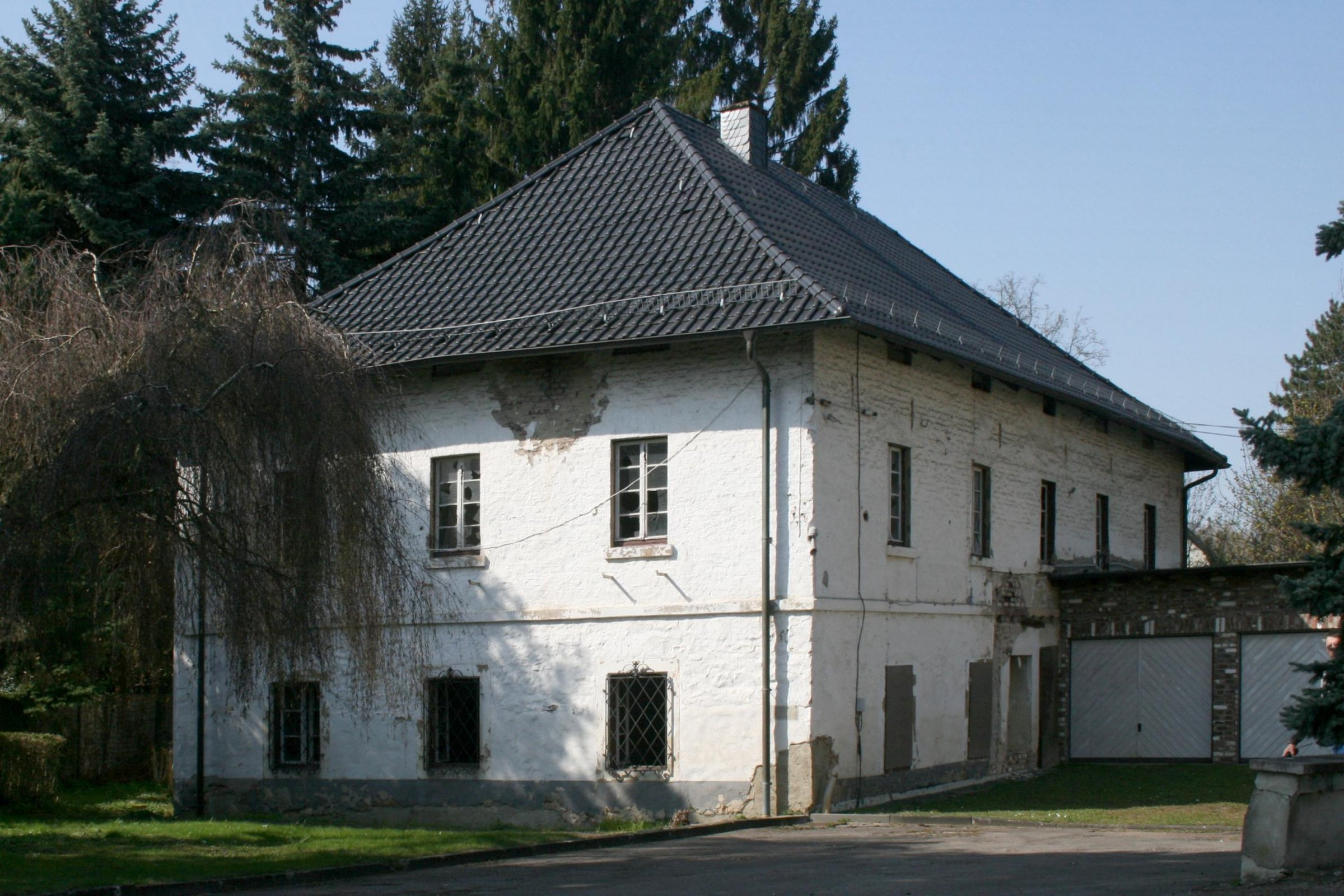

Die Mehlmühle steht im Dürener Stadtteil Niederau in der Straße Tuchbleiche.
Die Wassermühle wurde im 18. Jahrhundert erbaut und im 19. Jahrhundert verändert. Sie ist die ehemalige Mehlmühle der Herrschaft Burgau.
Der breitgelagerte zweigeschossige Bau besteht im Erdgeschoss aus Bruchsteinmauerwerk mit Werksteingewänden. Das Obergeschoss ist aus Backsteinen gebaut. Ein Walmdach deckt das Gebäude ab. Der Antrieb erfolgte durch ein horizontales Wasserrad am Mühlenteich. Im Inneren sieht man die Transmission und das Mahlwerk aus dem 20. Jahrhundert.
Das Bauwerk ist unter Nr. 2/002 in die Denkmalliste der Stadt Düren eingetragen.